# Arturo Ortiz
Arturo Ortiz Martínez (Monterrey, Nuevo León, 25 de agosto de 1992) (conocido deportivamente como Palermo Ortiz), es un futbolista mexicano. Juega en la posición de defensa central y su equipo actual es el El Paso Locomotive FC de la USL Championship. Ha sido jugador internacional con la selección mexicana de fútbol.

## Biografía
Nació en Monterrey, Nuevo León, pero desde niño emigró a Celaya, Guanajuato. Desde muy temprana edad Arturo tuvo aptitudes para el fútbol, entrando a jugar en una escuela dirigida por el uruguayo Hebert Birriel Torre, exjugador de Banfield de Argentina. Precisamente, este profesor le puso el sobrenombre de «Palermo» debido a su alto parecido al jugador argentino de Boca Juniors.

## Trayectoria

### Inicios
Arturo 'Palermo' Ortiz es de una camada de jugadores de Celaya Fútbol Club que han logrado llegar a equipos importantes en primera división como Víctor Mañón (jugador más joven en debutar en primera división con el Pachuca) o Martín Aaron Ponce con Chivas, ambos seleccionados nacionales en la Copa Mundial de Fútbol Sub-17 de 2009.
Ortiz gracias a sus aptitudes es tomado en cuenta para tomar el lugar reglamentario de la Tercera División de México que dice: "Todo equipo debe de tener un jugador menor de 15 años en la cancha todo el partido". Lugar que fue designado para 'Pale' en el equipo Unión de Curtidores de la 3.ª división.
Finalmente regresa al Celaya Fútbol Club. El cuadro de los Toros lo enlista en el equipo filial en la Tercera División de México donde permanece varias temporadas, hasta que gente del Club de Fútbol Monterrey se interesa en sus servicios y se hace del jugador. Con los norteños juega una temporada en Tercera División, para luego jugar el Apertura 2010 y Clausura 2011 con el equipo sub-20, no obstante no encuentra muchos minutos con el conjunto.
Juega con el Deportivo Tepic la temporada 2011-12 de la Segunda División de México, donde se convierte en titular. Participa en los cuartos de final de la liguilla del Apertura 2011 contra los Loros de la U. de C.

### Debut en Primera División
Llega al Club León para el Apertura 2012 a petición de Gustavo Matosas quien lo calificó como "un jugador que tiene porte, talla y talento para jugar como defensa central o como un 5 natural". A pesar de jugar este y el Clausura 2013 con el equipo sub-20. Debuta en la Copa México, donde consigue anotar un gol el 7 de agosto de 2012 en un duelo ante el cuadro de los Estudiantes Tecos.
Debuta en primera división en la jornada 10 del torneo Apertura 2013 contra los Tiburones Rojos de Veracruz. No obstante, seguiría alternando entre el equipo sub-20 y el titular. Para el Clausura 2014 solamente haría aparición en 2 encuentros. Y en el Apertura 2014 únicamente en un duelo. Participa en un partido contra el Club Sport Herediano en la Concacaf Liga Campeones 2014-15.

### Liga de Ascenso
Ficha por los Mineros de Zacatecas de cara al Clausura 2015. Se convierte fácilmente en titular, teniendo destacadas actuaciones con el equipo de Zacatecas. Juega las liguillas del Apertura 2015, Clausura 2016 y Apertura 2016.
Se une a la escuadra de Leones Negros de la U. de G. de cara al Clausura 2017.

## Selección nacional
En abril de 2022, fue incluido en la lista para el partido amistoso contra Guatemala. Debutó el 27 de abril en el empate sin goles ante los chapines.

## Palmarés

### Campeonatos nacionales
| Título  | Club | País   | Año  |
| ------- | ---- | ------ | ---- |
| Liga MX | León | México | 2013 |
| Liga MX | León | México | 2014 |